# Lenningen (Luxemburg)
Lenningen (Luxemburgs: Lenneng) is een gemeente in het Luxemburgse Kanton Remich.
De gemeente heeft een totale oppervlakte van 20,35 km² en telde 1568 inwoners op 1 januari 2007.

## Plaatsen in de gemeente
- Canach
- Lenningen

## Ontwikkeling van het inwoneraantal
| Jaar                              | 2001 | 2002 | 2003 | 2004 | 2005 |
| --------------------------------- | ---- | ---- | ---- | ---- | ---- |
| Inwoneraantal                     | 1169 | 1203 | 1314 | 1358 | 1402 |
| Opmerking: tellingen op 1 januari |      |      |      |      |      |